# Людвиг Ріттер фон Ріттерсберг
Людвиг Ріттер фон Ріттерсберг (Ritter z Rittersbergu, 1809 — 1858) — чеський поет і журналіст.
Відвідував Галичину, перебував у Львові. У своїх писаннях «Myšlenky о slovenském zpěvu» (1843; опублікованих з рукопису 1947) та «Pravlast slovanského zpěvu» (Časopis Českého Museum, ч. 20, 1846) доводив, що прабатьківщиною слов'янської пісні було українське Поділля з його коломийками.